# John Ruddy
John Thomas Gordon Ruddy (24 d'octubre de 1986) és un futbolista professional anglès que juga de porter pel Wolverhampton Wanderers FC de la Premier League.